# Konstantin Konstantinowitsch Romanow (1891–1918)

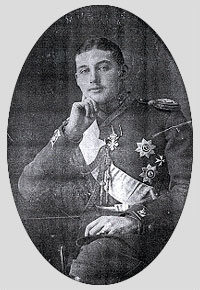
Konstantin Konstantinowitsch Romanow

Konstantin Konstantinowitsch Romanow (russisch Константин Константинович Романов; * 20. Dezember 1890jul. / 1. Januar 1891greg. in Sankt Petersburg; † 18. Juli 1918 in Alapajewsk) war ein Mitglied des Hauses Romanow-Holstein-Gottorp und führte den Titel eines Prinzen von Russland.

## Leben
Konstantin war der dritte Sohn des Großfürsten Konstantin Konstantinowitsch Romanow (1858–1915) und seiner Gattin Prinzessin Elisabeth von Sachsen-Altenburg (1865–1927), Tochter des Prinzen Moritz von Sachsen-Altenburg und der Prinzessin Augusta Luise von Sachsen-Meiningen.
Auf den vielen Familientreffen lernte Konstantin seine Cousinen kennen und war begeistert von der ältesten Zarentochter Großfürstin Olga Nikolajewna Romanowa (1895–1918) und der Prinzessin Elisabeth von Rumänien (1894–1956). Die Großmutter von Elisabeth, Herzogin Maria von Sachsen-Coburg und Gotha, schrieb an ihre Tochter, die Kronprinzessin Marie von Rumänien, einen lobenden Brief über den jungen Prinzen. Später kam ein Telegramm aus Rumänien, dass eine Heirat aus politischen Gründen unmöglich sei, da der Bruder des Bräutigam mit Prinzessin Elena Karađorđević von Serbien verheiratet sei.
Prinz Konstantin wollte ans Theater, doch er machte später eine Ausbildung auf der Militärakademie in Sankt Petersburg. Er diente als Offizier der russischen Armee im Ismailowsky-Regiment während des Ersten Weltkriegs. Bei der russischen Oktoberrevolution kämpfte er an der vordersten Front und wurde 1917 gefangen genommen. Im April 1918 wurde er von den Bolschewiki nach Kirow und später Jekaterinburg und Alapajewsk verbannt. Dort wurde er in einem Minenschacht in der Nähe von Alapajewsk, zusammen mit Elisabeth von Hessen-Darmstadt und seinen Brüdern Iwan Konstantinowitsch Romanow und Igor Konstantinowitsch Romanow von Mitgliedern der Tscheka ermordet. Sie wurden lebendig in einen zwanzig Meter tiefen Schacht gestoßen, woraufhin Handgranaten nachgeworfen wurden; einige von ihnen sollen noch gelebt haben und nach Stunden an ihren Verletzungen gestorben sein. Ihre Körper wurden aus der Mine geborgen und Monate später auf einem orthodoxen Friedhof in Peking, China, beigesetzt. Dieser wurde 1945 zerstört.

## Erwähnenswertes
- Am 14. Juli 1886 modifizierte Zar Alexander III. die Hausgesetze der Romanows, indem er den Titel „Großfürst“ bzw. „Großfürstin“ auf die Kinder und Enkel in der männlichen Linie eines Zaren einschränkte. Entfernte Nachkommen würden künftig den Titel „Kaiserliche Prinzen“ bzw. „Prinzessin“ tragen. So war Konstantin, ein Urenkel von Zar Nikolaus I., nur ein „Kaiserlicher Prinz“ von Geburt.